# Вести Агула
Вести Агула — общественно-политическая газета на агульском и русском языках, издающаяся в Дагестане. Газета освещает общественно-политические события, происходящие в Дагестане, а также публикует материалы по истории и культуре агульцев.
Газета выходит один раз в неделю. Большая часть материалов публикуется на русском языке, меньшая — на агульском.

## История
Газета основана в 1951 году под названием «Агъуларин колхозчи» («Агульский колхозник»). Первоначально выходила на лезгинском языке. В 1962 году выпуск газеты был прекращён. Возобновлена в 1965 году под названием «Сельская новь» (на русском языке). В 1993 году газета получила современное название и стала издаваться на русском и агульском языках.